# 大治帝国
大治帝国，是指1952年在山东五莲县等地，由圣贤道首领李桂森为首成立的一个秘密结社政权。

## 前期筹备
1946年，常山区东尚庄村圣贤道道首五莲县人李桂森结识了李殿奎夫妇，四处联络道徒，密谋以宗教活动为掩护进行反政府活动。1948年3月12日，李桂森身着“八卦仙衣”，伪装成疯癫道士四处串联，网络人马。先后与高阁庄村的九宫道道首徐学礼、高泽村的中央道道首范维军、范家庄子村（属诸城县）地主臧树旺串通起来。1950年8月14日，在李殿奎家盟誓结拜为“五虎兄弟”，进行反政府活动。李殿奎之妻孙立英（亦称李孙氏；为巫婆）也乘机活动起来。宣扬“白狗变黑狗，庄稼一齐走；黑狗变红狗，红狗咬人遍地出红头军”。并说：“南海飞机上撒下一些红头苍蝇来，红头苍蝇当道”。为组织暴动做舆论准备。
1952年2月，李桂森已在五莲县松柏乡等地20多个村庄秘密组织了200余人，并联系李殿奎、徐学礼、臧树旺、范维军等人成立红头军，准备武装暴动，预定推李桂森为皇帝，李殿奎为协天大帝，徐学礼、范维军为保驾。后李桂森自称皇帝，封其妻孙立英为天娘，李殿奎等5人为五虎将，国号为“大治帝国”，国都定为长安。 
1952年3月，李桂森将准备暴动的组织正式定名为红头军。购买了红布，设计了日月旗，制作了胸前戴“月”字、背后戴“日”字的红衣和前沿镶一小镜、小镜内刻一神名的红帽。制定了先打区公所，再打县政府，杀遍全中国，定都长安城的暴动计划。
1952年4月13日，红头军正式确定于4月17日（农历三月廿三日）举行暴动，16日在沙岭子村集合，夜间行动。口号是：“初三、十三、二十三，天娘领兵下了天，好宝杀！”4月15日逢宋家庄子集，分别向有关人员发出口头通知。

## 红头军暴动
1952年4月16日，红头军开始暴动，于松柏乡沙岭子村集合道徒183人，手持大刀、长矛，兵分4路，试图袭击中华人民共和国基层政权。参加暴动人员皆身穿红衣，头戴红帽，腰扎布条，脸用红色涂料涂抹，其首要成员挥动青天白日旗，宣传“红色着身，刀枪不入”。提出“先消灭区公所，再攻打县政府，然后南打南京，西打四川，北打北京，东扫海边”，准备杀遍全国，在长安定都的目标。
4月16日下午，一名准备参加暴动的农民发生了动摇，把红头军准备暴动的计划报告了中共驻村工作组。晚9时许，中共松柏乡地区武装部长王维宝、区公安员窦培利在向县公安局汇报的同时，组织20余名民兵首先赶到沙岭子村外隐蔽，监视红头军的行动。16日晚，70余人聚集在沙岭子村会宴吃酒，准备举行暴动。深夜2时，县公安局局长吴庭善带领22名公安干警赶到现场，在民兵的配合下，将红头军包围。当时因天黑，地形不熟，加之红头军人多势众，公安局先后3次进攻都未取胜。战斗中，红头军当场杀死被俘人员，公安干警刘秉仁和福禄头村公安员王乐东被殺，3名民兵负伤。
翌日拂晓，中共县委书记赵均平现场进行战斗部署，采取用火力封锁路口，围而不攻，以静待动的战斗方式，同时，四面喊话，加强政治攻势。红头军陷入重围后仍作垂死挣扎，连续组织了2次突围，企图拼死逃窜，均被击退。战斗进行了20多个小时，直至中午12时许战斗结束，徐学礼等7人被击毙，4人被击伤，66人全部被俘。缴获武器及用于暴动的红衣红帽等物资。与此同时，尚未到达集合地点的红头军主要成员臧树旺等人被诸城县公安局抓获。战斗结束后县公安局组织力量在红头军活动过的重点村庄进行调查摸底和宣传教育，将剩余的郑延升等红头军成员一网打尽。在整个镇压暴动的过程中，五莲县共调集民兵700余人，配合中华人民共和国公安部门镇压了松柏乡地区的红头军暴动，总共当场击毙红头军成员6名，毙伤13名，俘获78名，逮捕83名。

## 案件处理
随后五莲县人民政府组织宣传队，押解着红头军首要分子，携带缴获的战利品，用18天的时间，到全县11个区、18个集市，20多个重点村庄进行了宣传。1953年5月24日，五莲县人民法院分别在松柏林、高泽两村召开公判大会，判处李桂森、郑延升、范维军死刑。对其他红头军成员，依据其罪行轻重分别作出无期徒刑和有期徒刑等判决。